# Yi Yun-yong
Yi Yun-yong (19 de agosto de 1890 - 15 de outubro de 1975) foi um político sul-coreano. Ele foi o primeiro-ministro interino da Coreia do Sul após Chang Myon.